# هولي ويليام
هولي ويليام (بالإنجليزية: Holly Hale)‏ هي عارضة بريطانية، ولدت في 28 نوفمبر 1990 في كارديف في المملكة المتحدة.